# AGIL Volley 2016-2017
Questa voce raccoglie le informazioni riguardanti l'AGIL Volley nelle competizioni ufficiali della stagione 2016-2017.

## Stagione

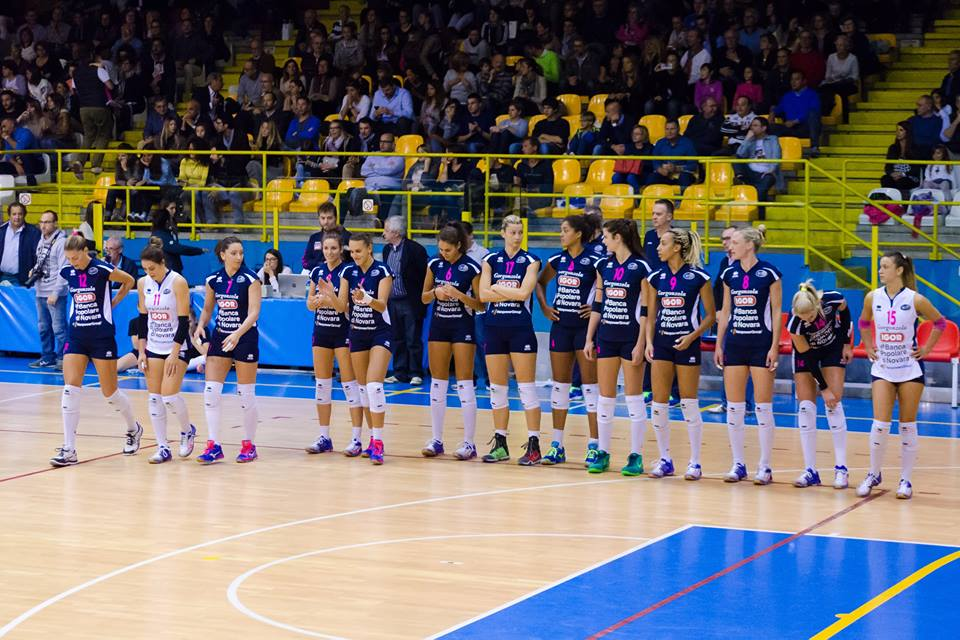
L'AGIL Volley

La stagione 2016-17 è per l'AGIL Volley, sponsorizzata dalla Igor Gorgonzola, è la sesta, la quarta consecutiva, in Serie A1; viene confermato l'allenatore Marco Fenoglio, mentre la rosa è quasi del tutto cambiata con le uniche conferme di Stefania Sansonna, Cristina Chirichella e Sara Bonifacio: tra i nuovi acquisti spiccano quelli di Katarina Barun, Carlotta Cambi, Celeste Plak, Laura Dijkema, Francesca Piccinini e Judith Pietersen e tra le cessioni si registrano quelle di Caterina Bosetti, Áurea Cruz, Samanta Fabris, Nicole Fawcett, Martina Guiggi, Tijana Malešević e Noemi Signorile.
Il campionato si apre con due vittorie consecutive, a cui seguono quattro sconfitte: la squadra di Novara ritorna il successo alla settima giornata contro il River Volley; il girone di andata si conclude con quattro gare vinte su quattro disputate e il terzo posto in classifica, utile per qualificarsi alla Coppa Italia. Il girone di ritorno vede la formazione piemontese sempre vittoriosa, eccetto una serie di tre gare, dalla sedicesima alla diciottesima giornata, quando viene sconfitta rispettivamente dall'Azzurra Volley San Casciano, dall'Imoco Volley e dal River Volley: la regular season si conclude con il terzo in classifica. Nei quarti di finale dei play-off scudetto l'AGIL Volley, dopo aver perso gara 1 contro la Pallavolo Scandicci vince le due successive, accedendo alle semifinali: qui incontra il Volleyball Casalmaggiore e grazie al successo sia in gara 1 sia in gara 2 si qualifica per la finale. La serie finale la vede contrapposta al River Volley: gara 1 va alle avversarie, poi la squadra novarese vince le tre gare successive, aggiudicandosi per la prima volta il titolo di campione d'Italia.
Grazie al terzo posto in classifica al termine del girone di andata della Serie A1 2016-17, partecipa alla Coppa Italia; nei quarti di finale vince sia la gara di andata sia quella di ritorno contro la Futura Volley Busto Arsizio, accedendo alla Final Four di Firenze: viene eliminata dalla competizione a seguito della sconfitta in semifinale ad opera dell'Imoco Volley.

## Organigramma societario
Area direttiva
- Presidente: Giovanna Saporiti
- Vicepresidente: Monica Loro
- Staff amministrativo: Paola Gatti, Laura Saporiti, Fabrizio Zucconi, Enzo Lassandro

Area organizzativa
- Team manager: Enrico Marchioni
- Direttore sportivo: Enrico Marchioni
- Logistica: Enzo Lassandro

Area tecnica
- Allenatore: Marco Fenoglio
- Allenatore in seconda: Stefano Micoli
- Scoutman: Mattia Gadda

Area comunicazione
- Ufficio stampa: Giuseppe Maddaluno, Mara Giurgola
- Webmaster: Enzo Lassandro
- Area grafica: Sandra Luzzani
- Ufficio comunicazioni: Ilaria Chiappari

Area marketing
- Ufficio marketing: Ilaria Chippari
- Area merchandising: Valeria Alberti

Area sanitaria
- Medico: Federico Giarda
- Coordinatore medico: Stefania Bobini
- Preparatore atletico: Stefano Micoli
- Fisioterapista: Alessio Botteghi
- Osteopata: Laura Nolli

## Rosa
| N° | Nome                 | Ruolo | Data di nascita  | Nazionalità sportiva |
| -- | -------------------- | ----- | ---------------- | -------------------- |
| 1  | Sara Alberti         | C     | 3 gennaio 1993   | Italia               |
| 3  | Carlotta Cambi       | P     | 28 maggio 1996   | Italia               |
| 4  | Celeste Plak         | S/O   | 26 ottobre 1995  | Paesi Bassi          |
| 6  | Sofia D'Odorico      | S     | 6 gennaio 1997   | Italia               |
| 7  | Melissa Donà         | S     | 11 aprile 1982   | Italia               |
| 8  | Judith Pietersen     | S/O   | 3 luglio 1989    | Paesi Bassi          |
| 9  | Sara Bonifacio       | C     | 3 luglio 1996    | Italia               |
| 10 | Cristina Chirichella | C     | 10 febbraio 1994 | Italia               |
| 11 | Stefania Sansonna    | L     | 1º novembre 1982 | Italia               |
| 12 | Francesca Piccinini  | S     | 10 gennaio 1979  | Italia               |
| 14 | Laura Dijkema        | P     | 18 febbraio 1990 | Paesi Bassi          |
| 15 | Giorgia Zannoni      | L     | 11 febbraio 1998 | Italia               |
| 16 | Cristina Barcellini  | S     | 20 novembre 1986 | Italia               |
| 17 | Katarina Barun       | S/O   | 1º dicembre 1983 | Croazia              |

## Mercato
| Acquisti | Acquisti            | Acquisti        | Acquisti   |
| R.       | Nome                | da              | Modalità   |
| -------- | ------------------- | --------------- | ---------- |
| C        | Sara Alberti        | Savino Del Bene | definitivo |
| S        | Cristina Barcellini | Seramiksan      | definitivo |
| S/O      | Katarina Barun      | Bergamo         | definitivo |
| P        | Carlotta Cambi      | Casalmaggiore   | definitivo |
| S        | Sofia D'Odorico     | Club Italia     | definitivo |
| P        | Laura Dijkema       | Dresdner        | definitivo |
| S        | Melissa Donà        | Soverato        | definitivo |
| S        | Francesca Piccinini | Casalmaggiore   | definitivo |
| S/O      | Judith Pietersen    | Savino Del Bene | definitivo |
| S/O      | Celeste Plak        | Bergamo         | definitivo |

| Cessioni | Cessioni             | Cessioni        | Cessioni   |
| R.       | Nome                 | a               | Modalità   |
| -------- | -------------------- | --------------- | ---------- |
| S        | Caterina Bosetti     | River           | definitivo |
| P        | Francesca Bosio      | Filottrano      | definitivo |
| L        | Eleonora Bruno       | Neruda          | definitivo |
| S        | Áurea Cruz           | Savino Del Bene | definitivo |
| S        | Sofia D'Odorico      | Mondovì         | definitivo |
| S/O      | Samanta Fabris       | Casalmaggiore   | definitivo |
| S/O      | Nicole Fawcett       | Sarıyer         | definitivo |
| C        | Martina Guiggi       | Bergamo         | definitivo |
| C        | Noura Mabilo         | Hermaea         | definitivo |
| S        | Tijana Malešević     | Osasco          | definitivo |
| P        | Noemi Signorile      | Busto Arsizio   | definitivo |
| S/O      | Magdalena Wawrzyniak | Muszyna         | definitivo |

## Risultati

### Serie A1

#### Girone di andata
| 1ª giornata - 16 ottobre 2016 PalaTerdoppio, Novara         | AGIL         | 3 - 0 | Neruda          | 25-15, 25-18, 25-17               |
| 2ª giornata - 22 ottobre 2016 PalaGeorge, Montichiari       | Flero        | 0 - 3 | AGIL            | 16-25, 26-28, 23-25               |
| 3ª giornata - 30 ottobre 2016 PalaNorda, Bergamo            | Bergamo      | 3 - 1 | AGIL            | 25-17, 25-23, 23-25, 25-22        |
| 4ª giornata - 5 novembre 2016 PalaTerdoppio, Novara         | AGIL         | 1 - 3 | Casalmaggiore   | 20-25, 25-21, 17-25, 21-25        |
| 5ª giornata - 13 novembre 2016 PalaTerdoppio, Novara        | AGIL         | 2 - 3 | San Casciano    | 21-25, 26-24, 25-14, 20-25, 10-15 |
| 6ª giornata - 20 novembre 2016 PalaVerde, Villorba          | Imoco        | 3 - 2 | AGIL            | 15-25, 19-25, 25-18, 33-31, 15-12 |
| 7ª giornata - 27 novembre 2016 PalaTerdoppio, Novara        | AGIL         | 3 - 0 | River           | 28-26, 25-20, 25-19               |
| 8ª giornata - 3 dicembre 2016 Palazzetto dello Sport, Monza | Pro Victoria | 1 - 3 | AGIL            | 25-22, 21-25, 10-25, 17-25        |
| 9ª giornata - 9 dicembre 2016 PalaTerdoppio, Novara         | AGIL         | 3 - 0 | Savino Del Bene | 25-20, 28-26, 25-16               |
| 10ª giornata - 17 dicembre 2016 PalaYamamay, Busto Arsizio  | Club Italia  | 1 - 3 | AGIL            | 33-31, 10-25, 21-25, 20-25        |
| 11ª giornata - 26 dicembre 2016 PalaTerdoppio, Novara       | AGIL         | 3 - 1 | Busto Arsizio   | 25-19, 23-25, 25-21, 25-21        |

#### Girone di ritorno
| 12ª giornata - 15 gennaio 2017 PalaResia, Bronzolo             | Neruda          | 1 - 3 | AGIL         | 23-25, 14-25, 25-19, 21-25        |
| 13ª giornata - 22 gennaio 2017 PalaTerdoppio, Novara           | AGIL            | 3 - 2 | Flero        | 20-25, 23-25, 29-27, 25-23, 15-12 |
| 14ª giornata - 29 gennaio 2017 PalaTerdoppio, Novara           | AGIL            | 3 - 0 | Bergamo      | 25-19, 25-17, 25-15               |
| 15ª giornata - 5 febbraio 2017 PalaRadi, Cremona               | Casalmaggiore   | 1 - 3 | AGIL         | 25-23, 22-25, 26-28, 18-25        |
| 16ª giornata - 12 febbraio 2017 Nelson Mandela Forum, Firenze  | San Casciano    | 3 - 2 | AGIL         | 19-25, 25-20, 15-25, 25-19, 19-17 |
| 17ª giornata - 15 febbraio 2017 PalaTerdoppio, Novara          | AGIL            | 0 - 3 | Imoco        | 21-25, 18-25, 21-25               |
| 18ª giornata - 18 febbraio 2017 PalaPanini, Modena             | River           | 3 - 2 | AGIL         | 25-20, 26-28, 30-28, 22-25, 15-7  |
| 19ª giornata - 26 febbraio 2017 PalaTerdoppio, Novara          | AGIL            | 3 - 0 | Pro Victoria | 25-22, 25-19, 25-19               |
| 20ª giornata - 12 marzo 2017 Palazzetto dello Sport, Scandicci | Savino Del Bene | 2 - 3 | AGIL         | 25-20, 23-25, 25-15, 23-25, 12-15 |
| 21ª giornata - 19 febbraio 2017 PalaTerdoppio, Novara          | AGIL            | 3 - 0 | Club Italia  | 25-18, 25-23, 25-13               |
| 22ª giornata - 25 marzo 2017 PalaYamamay, Busto Arsizio        | Busto Arsizio   | 3 - 1 | AGIL         | 25-17, 19-25, 25-20, 25-21        |

#### Play-off scudetto
| Quarti di finale (gara 1) - 7 aprile 2017 Palazzetto dello Sport, Scandicci | Savino Del Bene | 3 - 0 | AGIL            | 25-21, 25-20, 25-20        |
| Quarti di finale (gara 2) - 17 aprile 2017 PalaTerdoppio, Novara            | AGIL            | 3 - 1 | Savino Del Bene | 25-21, 25-23, 22-25, 25-19 |
| Quarti di finale (gara 3) - 18 aprile 2017 PalaTerdoppio, Novara            | AGIL            | 3 - 1 | Savino Del Bene | 25-27, 25-22, 25-22, 25-20 |
| Semifinali (gara 1) - 25 aprile 2017 PalaTerdoppio, Novara                  | AGIL            | 3 - 0 | Casalmaggiore   | 25-22, 25-18, 21-25, 25-20 |
| Semifinali (gara 2) - 28 aprile 2017 PalaRadi, Cremona                      | Casalmaggiore   | 1 - 3 | AGIL            | 15-25, 20-25, 28-26, 20-25 |
| Finale (gara 1) - 1º maggio 2017 PalaPanini, Modena                         | River           | 3 - 1 | AGIL            | 25-23, 25-21, 17-25, 25-20 |
| Finale (gara 2) - 3 maggio 2017 PalaTerdoppio, Novara                       | AGIL            | 3 - 0 | River           | 25-16, 27-25, 25-23        |
| Finale (gara 3) - 6 maggio 2017 PalaTerdoppio, Novara                       | AGIL            | 3 - 1 | River           | 24-26, 25-23, 25-20, 25-21 |
| Finale (gara 4) - 11 maggio 2017 PalaPanini, Modena                         | River           | 0 - 3 | AGIL            | 20-25, 17-25, 17-25        |

### Coppa Italia

#### Fase a eliminazione diretta
| Quarti di finale (andata) - 5 gennaio 2017 PalaYamamay, Busto Arsizio | Busto Arsizio | 2 - 3 | AGIL          | 23-25, 17-25, 25-23, 25-15, 9-15 |
| Quarti di finale (ritorno) - 8 gennaio 2017 PalaTerdoppio, Novara     | AGIL          | 3 - 0 | Busto Arsizio | 25-20, 29-27, 25-23              |
| Semifinali - 4 marzo 2017 Nelson Mandela Forum, Firenze               | Imoco         | 3 - 1 | AGIL          | 23-25, 25-21, 25-23, 25-23       |

## Statistiche

### Statistiche di squadra
| Competizione | Punti | In casa | In casa | In casa | In trasferta | In trasferta | In trasferta | Totale | Totale | Totale |
| Competizione | Punti | G       | V       | P       | G            | V            | P            | G      | V      | P      |
| ------------ | ----- | ------- | ------- | ------- | ------------ | ------------ | ------------ | ------ | ------ | ------ |
| Serie A1     | 44    | 16      | 13      | 3       | 15           | 8            | 7            | 31     | 21     | 10     |
| Coppa Italia | -     | 1       | 1       | 0       | 1            | 1            | 0            | 3      | 2      | 1      |
| Totale       | -     | 17      | 14      | 3       | 16           | 9            | 7            | 34     | 23     | 11     |

G = partite giocate; V = partite vinte; P = partite perse

### Statistiche dei giocatori
| Giocatore      | Serie A1 | Serie A1 | Serie A1 | Serie A1 | Serie A1 | Coppa Italia | Coppa Italia | Coppa Italia | Coppa Italia | Coppa Italia | Totale | Totale | Totale | Totale | Totale |
| Giocatore      | P        | PT       | AV       | MV       | BV       | P            | PT           | AV           | MV           | BV           | P      | PT     | AV     | MV     | BV     |
| -------------- | -------- | -------- | -------- | -------- | -------- | ------------ | ------------ | ------------ | ------------ | ------------ | ------ | ------ | ------ | ------ | ------ |
| S. Alberti     | 23       | 29       | 24       | 5        | 0        | 3            | 0            | 0            | 0            | 0            | 26     | 29     | 24     | 5      | 0      |
| C. Barcellini  | 5        | 5        | 5        | 0        | 0        | 0            | 0            | 0            | 0            | 0            | 5      | 5      | 5      | 0      | 0      |
| K. Barun       | 31       | 674      | 582      | 35       | 57       | 3            | 76           | 62           | 10           | 4            | 34     | 750    | 644    | 45     | 61     |
| S. Bonifacio   | 31       | 263      | 191      | 69       | 3        | 3            | 21           | 14           | 6            | 1            | 34     | 284    | 205    | 75     | 4      |
| C. Cambi       | 22       | 31       | 20       | 9        | 2        | 3            | 7            | 4            | 2            | 1            | 25     | 38     | 24     | 11     | 3      |
| C. Chirichella | 30       | 286      | 207      | 67       | 12       | 3            | 18           | 10           | 6            | 2            | 33     | 304    | 217    | 73     | 14     |
| S. D'Odorico   | 4        | 1        | 0        | 1        | 0        | 1            | 0            | 0            | 0            | 0            | 5      | 1      | 0      | 1      | 0      |
| L. Dijkema     | 28       | 36       | 20       | 7        | 9        | 3            | 1            | 1            | 0            | 0            | 31     | 37     | 21     | 7      | 9      |
| M. Donà        | 29       | 9        | 4        | 0        | 5        | 3            | 5            | 1            | 0            | 4            | 32     | 14     | 5      | 0      | 9      |
| F. Piccinini   | 31       | 282      | 252      | 22       | 8        | 3            | 31           | 29           | 1            | 1            | 34     | 313    | 281    | 23     | 9      |
| J. Pietersen   | 27       | 167      | 155      | 8        | 4        | 3            | 9            | 8            | 1            | 0            | 30     | 176    | 163    | 9      | 4      |
| C. Plak        | 31       | 347      | 278      | 31       | 38       | 3            | 51           | 41           | 2            | 8            | 34     | 398    | 319    | 33     | 46     |
| S. Sansonna    | 31       | 0        | 0        | 0        | 0        | 3            | 0            | 0            | 0            | 0            | 34     | 0      | 0      | 0      | 0      |
| G. Zannoni     | 21       | 10       | 0        | 0        | 10       | 1            | 0            | 0            | 0            | 0            | 22     | 10     | 0      | 0      | 10     |

P = presenze; PT = punti totali; AV = attacchi vincenti; MV = muri vincenti; BV = battute vincenti